# Issadonympha
Issadonympha – wymarły rodzaj owadów z rzędu świerszczokaraczanów i niejasnej przynależności rodzinowej, obejmujący tylko jeden znany gatunek: Issadonympha oculea.
Rodzaj i gatunek opisane zostały w 2013 roku przez Daniła Aristowa. Opisu dokonano na podstawie pojedynczej skamieniałości nimfy, odnalezionej w pobliżu wsi Isady, na terenie rosyjskiego obwodu wołogodzkiego i pochodzącej z piętra siewierdowinu w permie.
Owad o ciele długości 5,8 mm. Jego duża, poprzeczna głowa zaopatrzona była w duże oczy. Mniejsze od głowy przedplecze było poprzeczne, zaokrąglenie trapezowate, wyposażone w szeroki, szerszy po bokach pierścień paranotaliów. Rozmiary trapezowatych śródplecza i zaplecza nie odbiegały od tych przedplecza. Odnóża cechowały dwukrotnie szersze od goleni uda, zaopatrzone w podłużne listwy. Wrzecionowaty odwłok przekraczał długością tułów i głowę razem wzięte, a jego kolejne segmenty były coraz dłuższe; tergit ostatniego z nich miał nieco asymetrycznie trapezowaty kształt. Przysadki odwłokowe były krótkie, jednoczłonowe.